# Ilker Arcayürek
Ilker Arcayürek (* 4. Oktober 1984 in Istanbul) ist ein österreichischer Opernsänger türkischer Herkunft (Tenor).

## Leben
Arcayürek kam als 5-Jähriger nach Wien, wo er aufwuchs und Mozart-Sängerknabe wurde. Er sang im Arnold Schönberg Chor und nahm privat Gesangsunterricht bei Sead Buljubasic in Wien. 2010 wurde er Mitglied des Opernstudios der Oper Zürich, wo er u. a. seine Rollen-Debüts als Ferrando („Così fan tutte“) und Aljeja („Aus einem Totenhaus“) hatte. In der Spielzeit 2013/14 war er am Stadttheater Klagenfurt engagiert und sang dort u. a. Italienischer Sänger („Der Rosenkavalier“), Prinz („Die Liebe zu den drei Orangen“), Alfred („Die Fledermaus“) und Tamino („Die Zauberflöte“).
Von 2015 bis 2018 war Ilker Arcayürek festes Ensemblemitglied am Staatstheater Nürnberg, wo er als Rodolfo „La Bohème“, Don Ottavio in „Don Giovanni“, Nadir in „Les pêcheurs de Perles“, Andres in „Wozzeck“ sowie in den Titelpartien von „Idomeneo“ und „Il ritorno d’Ulisse in patria“ zu hören war.
2016 gastierte er am Teatro Real in Richard Wagners „Das Liebesverbot“ (DVD-Produktion Opus Arte). Er gastierte weiters im Rahmen der Münchner Opernfestspiele an der Bayerischen Staatsoper in der Uraufführung der Oper „Die Vorübergehenden“ von Nikolaus Brass, in der er die männliche Hauptrolle des Reisenden sang, bei den Salzburger Festspielen („Lucrezia Borgia“), an der Volksoper Wien (2018, als Marquis von Chateauneuf in „Zar und Zimmermann“) und am Opernhaus Graz (Spielzeit 2018/19, „Martha“ sowie die Titelpartie in „Oberon“). 2019 gab er sein USA-Operndebüt als Nadir in „Les Pêcheurs de Perles“ an der Santa Fe Opera. Im Dezember 2019 gastierte er als Rodolfo am Staatstheater Nürnberg. Im März 2022 trat er in einer konzertanten Produktion als Ferrando in „Così fan tutte“ gemeinsam mit Valentina Naforniţa, Natalie Pérez und Samuel Hasselhorn im Grande Auditório der Fundação Calouste Gulbenkian in Lissabon auf.
Ilker Arcayürek ist erster Preisträger des Internationalen Wettbewerbs für Liedkunst der Internationalen Hugo-Wolf-Akademie in Stuttgart sowie Finalist beim BBC-Cardiff-Singer-of-the-World-Wettbewerb und wurde von BBC Radio 3 zum New Generation Artist 2015–2017 gewählt. 2018 wurde er zu „Stars von Morgen“ von ARTE eingeladen.
Als Liedsänger gastierte er unter anderem beim Edinburgh International Festival, beim Heidelberger Frühling, bei der Schubertiada Villabertran, beim Liedrezital Zürich und bei den Innsbrucker Festwochen. Regelmäßig tritt er in der Wigmore Hall in London auf. Sein Debüt-Album „Der Einsame“ mit Liedern von Franz Schubert wurde mehrfach Finalist beim „Album des Jahres“ und wurde mit Preisen ausgezeichnet.
Auf dem Konzertpodium sang er unter anderem Beethovens 9. Symphonie in der Royal Albert Hall in London und nahm diese mit Naxos und dem „Danish Chamber Orchestra“ unter der Leitung von Ádám Fischer als CD auf. Er sang unter Mariss Jansons mit dem Bayerischen Rundfunkorchester das Tenor-Solo in Bruckners f-Moll-Messe im Münchner Herkulessaal. Mit Liszts Faust-Symphonie gastierte er beim Klarafestival (BOZAR) unter der musikalischen Leitung von Hugh Wolff. Die Matthäus-Passion sang er u. a. in der Barbican Hall London und im Concertgebouw Amsterdam. Im März 2022 sang er in der Kölner Philharmonie den Tenor-Part in Joseph Haydns Die Schöpfung.
Ilker Arcayürek lebt mit seiner Familie in Zürich.

## Auszeichnungen (Auswahl)
- 2015: Finale Cardiff Singer of the World
- 2015–2017: BBC New Generation Artist
- 2016: 1. Preis beim Internationalen Wettbewerb für Liedkunst

## Aufnahmen (Auswahl)
- Richard Wagner: Das Liebesverbot mit Ilker Arcayürek als Claudio. Teatro Real Madrid, musikalische Leitung Ivor Bolton, Regie: Kaspar Holten. DVD / Blu-ray erschienen bei Opus Arte, 2016
- Franz Schubert: Lieder Der Einsame, Simon Lepper (Klavier). CD erschienen bei Champs Hil, 2016
- Gustav Mahler: Lieder eines fahrenden Gesellen, Fiona Pollak (Klavier). CD erschienen bei CAvi, 2019
- Franz Schubert: Lieder The Path of Life, Simon Lepper (Klavier). CD erschienen bei Prospero, 2020
- Ludwig van Beethoven: Lied-Transkriptionen für Tenor, Bläser & Streicher, Ludwig Chamber Players. CD erschienen bei CPO, 2020